# Szalay Zoltán (újságíró, 1985)
Szalay Zoltán (Dunaszerdahely, 1985. június 30.) író, újságíró, jogász.

## Élete
A Pozsonyi Magyar Gimnáziumban érettségizett 2004-ben. A Comenius Egyetem Jogi Karán szerzett diplomát 2009-ben.
Előbb az államigazgatásban dolgozott jogászként, majd 2012-től az Irodalmi Szemle szerkesztője, 2013–2016-ban a főszerkesztője. 2015-től az Új Szó munkatársa, 2016–2018-ban a főszerkesztője. 2020-tól a Denník N szerkesztője.
Írásait közölte többek között az Alföld, a Bárka, az Élet és Irodalom, az Irodalmi Szemle, a Jelenkor, a Kalligram, a Korunk, a Látó, a Műhely, a Műút, a Prae, az Új Forrás, a Vár Ucca Műhely, a Magyar Napló, a Szépirodalmi Figyelő, az Új Szó, a Vasárnap és a Denník N.

## Elismerései
- 2003 Katedra folyóirat novellapályázatának első díja
- 2007 Posonium Elsőkötetes Szerzői Díj
- 2011, 2015 Talamon Alfonz-díj[2]
- 2011, 2015, 2018 Madách-nívódíj
- 2018 Móricz Zsigmond-ösztöndíj
- 2021 A legjobb gyerekkönyv díja (Szlovákia)[3]

## Művei
- 2006 Ártatlanság (elbeszélések). Madách-Posonium, Pozsony
- 2007 Nyelvjárás (regény). Madách-Posonium, Pozsony
- 2010 A kormányzó könyvtára (elbeszélések). Kalligram, Pozsony
- Drága vendelinek. Igaztörténet; Kalligram, Dunaszerdahely–Pozsony, 2014 (szlovákul: Drahí vendelíni, 2017)
- 2017 Felföld végnapjai (elbeszélések). Kalligram, Pozsony/Dunaszerdahely
- 2019 Faustus kisöccse. Felőrlődési regény; Kalligram, Pozsony/Dunaszerdahely
- 2019 Rómer Flóris, a mesék megmentője (meseregény, Lukács Zsolt illusztrációival). Pozsonyi Kifli, Pozsony. (szlovákul: Rómer, záchranca rozprávky, 2020)
- 2021 Senki háza (elbeszélések, Gyenes Gábor illusztrációival). Kalligram, Pozsony/Dunaszerdahely